# Otto Lambsdorff

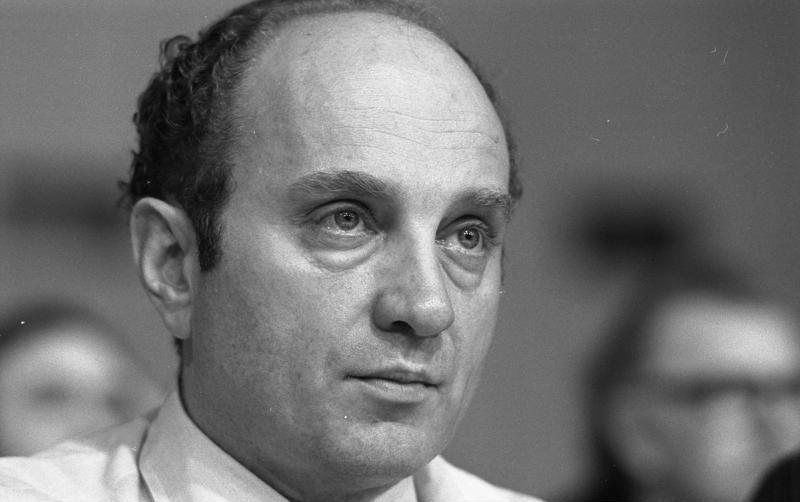
Otto Lambsdorff (1975)

Otto Friedrich Wilhelm von der Wenge Graf Lambsdorff (Aken, 20 december 1926 - Bonn, 5 december 2009) was een Duits politicus. Hij behoorde tot de liberale Freie Demokratische Partei (FDP). Van 1977 tot 1984 was hij minister van Economische Zaken. Van 1988 tot 1993 was hij nationaal voorzitter van de FDP.

## Achtergrond
Van 1932 tot 1938 liep Lambsdorff school in Berlijn, daarna volgde hij tot 1944 de Ridderakademie in Brandenburg an der Havel.
In 1944 werd hij opgeroepen om zijn dienstplicht te vervullen. Bij gevechten werd hij zwaargewond en later krijgsgevangen (tot 1946) genomen. In 1946 kon hij zijn Abitur aan het Pestalozzi-Gymnasium in Unna (Westfalen) afsluiten. Daarna volgde hij een universitaire opleiding in recht en politiek aan de Rheinische Friedrich-Wilhelms Universiteit te Bonn en aan de Universiteit van Keulen. In 1950 legde hij zijn eerste en in 1955 zijn tweede staatexamen af. In 1952 promoveerde hij tot doctor.
Na zijn promotie begon Lambsdorff in 1955 een advocatenloopbaan in de financiële en verzekeringssector. In 1960 werd hij ingeschreven bij de balie van de rechtbank van Düsseldorf. Hij was partner van het advocatenkantoor Wessing in Düsseldorf.
Ook had hij verscheidene bestuurs- en controlefuncties in Duitse en niet-Duitse bedrijven.
Lambsdorff was evangelisch-luthers. Hij trouwde in 1975 met Alexandra von Quistorp (1945), voorzitter van de Quistorp-Stiftung, lid van de familie Von Quistorp met wie hij drie kinderen kreeg. Via zijn vrouw was hij een zwager van ruimtevaartdeskundige Wernher von Braun (1912-1977). Zijn neef Alexander Graf Lambsdorff is sinds 2004 Europees volksvertegenwoordiger voor de FDP.

## Partij
In 1951 werd Lambsdorff lid van de FDP. Van 1968 tot 1978 was hij penningmeester van het FDP-landsbestuur van Noordrijn-Westfalen.
Sinds 1972 maakte hij deel uit van het nationale FDP-bestuur, sinds 1982 van het presidium.
Van 1988 tot 1993 was hij nationaal voorzitter van de FDP, sinds juni 1993 was hij erevoorzitter.
Van 1991 tot 1994 was hij voorzitter van de Liberale Internationale. Sinds 1995 zat hij de
Friedrich-Naumann-Stiftung voor.

## Afgevaardigde
In 1972 werd Lambsdorff in de bondsdag verkozen. Hij bleef afgevaardigde tot 1998.

Tot 1977 was hij de woordvoerder inzake economische politiek van de FDP-bondsdagfractie.
In het parlement zat hij in de commissies buitenlandse en (plaatsvervangend) economische zaken.

## Mandaten en ambten
Op 7 oktober 1977 werd hij tot minister van Economische Zaken in het kabinet van Helmut Schmidt benoemd. Na de bondsdagsverkiezingen van 1980 speelde hij een belangrijke rol in de breuk van de sociaal-liberale (SPD/FDP) regering. Lambsdorff nam maatgevend deel aan de ontwikkeling van het zogenoemde Lambsdorff-Papier, waarin een aantal politieke hervormingen werd voorgesteld, en onder meer kortingen in de sociale uitkeringen gevorderd werden. Mede naar aanleiding van dit document liepen de spanningen binnen de coalitie op, wat er uiteindelijk toe leidde dat alle liberale ministers, dus ook Graf Lambsdorff, op 17 september 1982 ontslag namen.
Op 4 oktober 1982 werd Helmut Kohl, met steun van de FDP, tot kanselier verkozen. Lambsdorff werd nog dezelfde dag opnieuw tot minister van Economische Zaken benoemd.
Op 27 juni 1984 moest hij echter wegens zijn betrokkenheid in de Flick-affaire ontslag nemen. In deze zaak werd hij drie jaar later wegens belastingontduiking tot een geldstraf veroordeeld.
In 1999 werd hij bijzonder mandataris van de bondsregering bij de verhandelingen over de aard en hoogte van de schadevergoedingen die de Duitse industrie aan vroegere dwangarbeiders zou betalen. Met de oprichting van het fonds "Erinnerung, Verantwortung und Zukunft" (Herinnering, Verantwoordelijkheid en Toekomst) in 2001 werd met de betaling van schadeloosstellingen begonnen.

## Maatschappelijk engagement
In 1995 was Lambsdorff medestichter en tot 2003 curator van de "Förderverein Dom zu Brandenburg".
Van oktober 1991 tot maart 2001 was hij Europees voorzitter van de Trilaterale commissie (Trilateral Commission).
Van 1994 tot 2000 was hij lid van de "Informal Advisory Group" van de UNHCR onder leiding van Sadako Ogata
In die tijd was hij ook vicevoorzitter van de vereniging "Taten statt Worte e. V.", een initiatief om de positie van vrouwen binnen het bedrijfsleven te verbeteren.
Voor zijn werk voor de ondersteuning van de Tibetaanse gemeenschap in ballingschap ontving hij in 2004 de Light of Truth Award.
- Gemeinsame Normdatei: 118568914
- International Standard Name Identifier: 0000 0000 3175 8675
- Library of Congress Control Number: n50070435
- MusicBrainz: de849ae5-be53-41b9-b93d-a72640c29c63
- Nederlandse Thesaurus van Auteursnamen: 067998313
- Istituto Centrale per il Catalogo Unico: TO0V670965
- Système universitaire de documentation: 079552269
- Virtual International Authority File: 62340869
- WorldCat: E39PBJdCtQwhb36RWtqwFkmfMP